# Кобзистий Павло Іванович
Кобзистий Павло Іванович (1 вересня 1939 року — 19 серпня 2011 року) — український метеоролог, кандидат географічних наук, доцент Київського національного університету імені Тараса Шевченка.

## Біографія
Народився 1 вересня 1939 року Києві. Закінчив у 1962 році кафедру метеорології та кліматології географічного факультету Київського університету за фахом «географ-кліматолог». У Київському університеті працює з 1970 асистентом, старшим викладачем, з 1980 року доцентом кафедри метеорології та кліматології. Кандидатська дисертація рос. «Исследование полей гроз, града и ливней в степной зоне Украины на примере экспериментального метеорологического полигона» захищена у 1971 році. Викладав синоптичну метеорологію, фізику атмосфери.

## Нагороди і відзнаки
Почесний працівник Гідрометеослужби України з 2003 року.

## Наукові праці
Сфера наукової діяльності торкається питань вивчення циркуляційних процесів формування опадів в Україні, визначення похибок у добових сумах опадів протягом теплого періоду року, вивчення умов розвитку гроз та граду, уточнення методики прогнозу опадів на території України. Основні праці:
1. Метод. рекомендації по проведенню мікрокліматичної практики в Каневі. — К., 1979.
2. Особливості синоптичних процесів в Україні. — К., 2002.
3. Клімат України: Монографія. — К., 2003 (у співавторств).
4. Гідрометеорологічні умови басейну Чорної Тиси та їх вивчення: Посібник. — К., 2005.
5. Основи синоптичної метеорології: Посібник. — К., 2006. (у співавт. з Щербань І.М.)